# Salem Saberhagen
Salem Saberhagen es un personaje ficticio de la serie de cómics estadounidense Sabrina the Teenage Witch propiedad de Archie Comics. Él es un gato  americano de pelo corto que vive con Sabrina, Hilda y Zelda Spellman en el poblado ficticio Greendale, ubicado cerca de Riverdale. Apareció por primera vez junto a Sabrina en Archie's Mad House #22 en 1962, y fue creado por George Gladir y Dan DeCarlo.
Los cómics iniciales representan a Salem como un felino ordinario de color naranja que no habla. Con el debut y el éxito de la comedia de situación de imagen real Sabrina the Teenage Witch de los años 1990, el trasfondo y el personaje de Salem se sometieron a varias retro-conexiones para alinearse más con la versión de esta comedia. Una historia de finales de la década de 1990 reveló inicialmente que Salem se convirtió en un gato por plantar en el altar a Enchantra, la Bruja Líder. Una versión similar de los eventos se presentó en una película de televisión de imagen real de la década 1990, donde fue encarcelado en la forma de un gato por intentar usar su magia para hacer que una mortal lo amara. Sin embargo, los cómics finalmente le dieron a Salem una historia de trasfondo similar a la que se muestra en la comedia de situación y su serie derivada, Sabrina: The Animated Series. La comedia de televisión sobre Sabrina estableció entonces que él era un ex-brujo, que fue condenado por el Consejo de Brujas a pasar 100 años transformado en un gato sin poderes, como castigo por tratar de apoderarse del mundo; en la serie sitcom se establece que este marco de tiempo es de un siglo. Más detalles sobre su pasado de ser transformado en un gato se revelaron en la versión del cómic de la década 2000 inspirado en un estilo manga genérico, escrito e ilustrado por Tania del Río.
En la novela gráfica Chilling Adventures of Sabrina, Salem tiene un papel más serio para adaptarse al tono más oscuro de esa serie. En esta versión, a menudo actúa como una conciencia y una voz de la razón para Sabrina, criticando sus planes más riesgosos o más impulsivos.

## Otras multimedias

### Sabrina the Teenage Witch (Filmation)
En la serie animada sobre Sabrina producida por Filmation, Salem (de manera similar a los cómics originales) fue representado como un gato ordinario de color naranja que solo podía maullar. Los maullidos de Salem fueron proporcionados por Dallas McKennon. En estas apariciones, él poseía habilidades mágicas limitadas, incluida la capacidad de teletransportarse a sí mismo. Un chiste recurrente en esta serie era la enemistad reiterada de Salem con el perro mascota de Jughead, Hot Dog.

### Sabrina the Teenage Witch (película para televisión)
Salem apareció en la película de imagen real para televisión Sabrina the Teenage Witch.

### Sabrina the Teenage Witch (sitcom)

#### Personalidad
Salem tiene un ingenio agudo y, a menudo, es el primer personaje en idear una frase irónica o juegos de palabras obvios en una escena. Además de la dominación mundial, su ambiciosa conspiración a menudo incluye intentos de obtener millones de dólares, convertirse en una celebridad famosa, recuperar sus poderes mágicos y volver a ser humano nuevamente. A veces le da consejos (malos) a Sabrina, que a menudo involucran el uso de magia para resolver un problema, que generalmente termina dejando a Sabrina con más problemas que con los que comenzó. Está motivado principalmente por su codicia, hambre y ambición. Él está orgulloso de su voz de canto, que ha mostrado durante la serie. Algunos de sus pasatiempos favoritos incluyen jugar con bolas de estambre, buscar pelusas, navegar por internet y leer el diario intimo de Sabrina. En la primera parte de la serie, se ve a Salem peleando con el gato del vecino, Fluffy. Le gustan los Lizard Flakes, unas croquetas para gatos que se dice que engordan y están llenos de colesterol. En el episodio piloto de la serie, le hizo el comentario a Sabrina de que extraña poder bailar. En algunos episodios, actúa más como un gato que como un humano, casi como si realmente lo fuera.
A pesar de sus travesuras, su codicia y su egocentrismo, en muchos episodios se le muestra que ama genuinamente a las Spellman, especialmente a Sabrina, y que también le tiene mucho cariño a Harvey, hasta el punto de que una vez expresó el deseo de ser el padrino en la boda de Harvey y Sabrina. Harvey aprendió la verdadera naturaleza de Salem en algún momento cerca del final de la escuela secundaria, pero antes de esto, Sabrina ocasionalmente usaría un hechizo estilo 'Doctor Dolittle' que le permitiría a Harvey hablar con Salem y creer que no había nada inusual en eso cuando las circunstancias incitaron a Sabrina y sus tías a irse y Harvey quedó a cargo del cuidado de Salem.
Salem también es conocido por su sollozo característico cuando está angustiado.

#### Historia
Salem era un brujo, condenado por el Consejo de Brujas para pasar 100 años como un gato sin poderes mágicos. En el cómic original [dependiendo de la historia], retiene poderes limitados a través de conjuros, pero requiere el dedo mágico de Sabrina para ponerlos en práctica. En la serie, no retiene poderes y fue sentenciado como castigo por su intento de apoderarse del mundo. En la película, fue maldecido por pasar un siglo como un gato porque había besado a un mortal (dado que había usado sus poderes para impresionarlos). Al comienzo de la serie de televisión, ya había cumplido 25 años de su sentencia. Él generalmente se desempeña como parte del alivio cómico del programa, con sus rápidos chistes de fuego y su manera inexpresiva. A pesar de sus deseos megalomaníacos de dominar el mundo, generalmente se le presenta como teniendo un buen corazón y ser un amigo leal a Sabrina. En la serie, por lo general, desempeñaría dos funciones: una como mentor/"espiritu familiar" (comúnmente un animal que guía a una joven bruja) para Sabrina, ya que le resultaba más fácil acudir a él con sus problemas, o al creador de problemas en el episodio, como encontrar una forma ilícita de volver a ser humano sin ser castigado (una vez estuvo convencido de que se volvería humano si lo besaba alguien que lo amaba) o convencer a Sabrina de que use la magia para resolver sus problemas, ambos en general terminando causando más problemas a Sabrina que los que ya tenía antes. Él ha demostrado en múltiples ocasiones que se preocupa profundamente por Sabrina; en la cuarta temporada, cuando Sabrina se fue a vivir con su padre en París, Salem la extrañó terriblemente y fue tan lejos como para comenzar una guerra civil en Plutón para regresarla a Westbridge. Salem supuestamente borró el día festivo "Bobunk", como se mencionó en el episodio Christmas Amnesia.
Los líderes de su intento de revolución también fueron convertidos en animales domésticos. Newt, la actual mascota del primo de Hilda y Zelda, Monty, estuvo muy involucrado con el plan, por la recompensa prometida de Dinamarca. Otro seguidor, Duke (interpretado por Dick Van Dyke), tuvo una sentencia reducida y fue puesto en libertad durante la serie, aunque Salem intentó usarlo para apoderarse del mundo nuevamente. Un conejillo de indias parlante llamado Stonehenge ("Stony" para abreviar) se introdujo en la primera película hecha para televisión, pero se desconoce si alguna vez fue humano o no. Hilda también fue una de las seguidoras de Salem; su castigo fue mantener a Salem libre de gusanos parásitos durante su período como felino, aunque fue indultada al final de la quinta temporada. Durante la primera temporada, Salem recibió la visita de su oficial de libertad condicional, a quien insistió en que su reforma está en marcha, pero accidentalmente deja escapar que todavía anhela el control del planeta. Al final de la serie, Salem nunca regresó a su forma humana, y durante un breve período en el que fue transferido al cuerpo de uno de los compañeros de clase de Sabrina, se agregaron setenta y cinco años adicionales a su sentencia, incluso después de entregarse él mismo, cuando se dio cuenta de que Sabrina sería a quien castigarían por sus acciones.

#### Familia
Los miembros de la familia de la sangre de Salem incluyen a su hija, Annabelle, a quien ama mucho pero con quien no interacciona demasiado debido a su vergüenza por ser un gato ahora. Salem logró asistir a su boda y realizó todos los deberes del padre de la novia que pudo en su actual estado peludo. Él también fue visitado por su madre y al principio teme la inminente visita ya que ella es hipercrítica. Al enterarse de que él es ahora un gato, no puede dejar de estar encantada con lo adorable que es su nueva forma y lo mimó hasta el punto en que Sabrina extrañó a su propia madre y fue a visitarla. Más adelante en el episodio se revela que la madre de Salem era, sin saberlo, alérgica a los gatos. Otro miembro es el abuelo de Salem, que es un vagabundo que viaja sobre los rieles de un tren del Otro Reino. Según Salem, su abuela afirma que su abuelo se perdió en el mar. También mencionó tener un tío Goliath y Morty. En un episodio, menciona que el nombre de su padre era Gummo, lo que implica que murió.
A menudo usa palabras en yiddish y menciona el Bat Mitzvah de su primo Cheryl en el episodio 154, "Sabrina in Wonderland".

#### Parientes
- Sra. Saberhagen: La madre de Salem. Era estricta pero bien intencionada y no sabía que Salem era ahora un gato hasta que vino a visitarlo. Ella lo mimó y él la adoró por esto. Pero descubrió que era alérgica a los gatos y que tenía que irse temprano.
- Tío Morty: Es el tío de Salem. Él es grosero y no tiene modales.
- Gummo: Es el padre de Salem. Mencionado
- Annabelle: Es la hija de Salem.
- Punit Mistry: Es el primo hermano de Salem, que se retira dos veces.
- Tío Goliath: El tío de Salem. Mencionado
- Humphrey Saberhagen: El abuelo de Salem, que vieja en los trenes.
- Cheryl: La prima de Salem. Mencionado
- Abuela: La abuela de Salem.

#### Premios y nominaciones
| Año  | Asociación          | Categoría                | Resultado |
| ---- | ------------------- | ------------------------ | --------- |
| 1998 | Kids' Choice Awards | Estrella animal favorita | Ganador   |
| 1999 | Kids' Choice Awards | Estrella animal favorita |           |
| 2000 | Kids' Choice Awards | Estrella animal favorita |           |

#### El modelo para la sitcom
Los creadores de la sitcom fueron muy sensibles al tratamiento de los animales, por lo que Salem fue interpretado a menudo por un títere animatrónico en lugar de uno de los cuatro gatos reales que se usaban para las escenas sin diálogos (o al menos se usan para escenas en las que Salem se está moviendo y no era necesario que la audiencia lo viera hablar). Los cuatro gatos entrenados que retrataron al personaje se llamaban Elvis, Lucy, Salem y Witch. Esta parte fue desempeñada por tres titiriteros y dos títeres animatrónicos diferentes. Los Salems mecánicos fueron hechos originalmente por Animal Makers, pero a principios de 1998 fueron despedidos, y sus títeres fueron reemplazados por otros manufacturados por The Chiodo Brothers. Los nuevos Salems mecánicos fueron controlados por tres titiriteros, que podían manipular el cuerpo de Salem en más de 30 formas a través de varillas, cables y control de radio. Animal Makers publicó un vídeo de algunos de los momentos destacados de sus títeres en su sitio web.
En algunos casos en los que su forma humana se muestra durante secuencias retrospectivas, se le retrata con la cara en las sombras, pero con un tipo de cuerpo y uniforme militarista similar al de Fidel Castro (el propio Castro es descrito como un amigo de Salem).
En la sitcom y en Sabrina: The Animated Series, Salem fue interpretado por el actor Nick Bakay. En un episodio de la comedia de televisión, titulado "Jealousy", Salem dice que necesita hacer una llamada telefónica al propio Bakay, diciendo: "Necesito llamar al programa deportivo de Nick Bakay en ESPN Radio. De lo único que habla es de los Buffalo Bills, ¿y su voz? ¡SEÑOR, si que es molesta!"

#### Otras apariciones
La versión de Salem en la sitcom de televisión también hizo una breve aparición como personaje invitado en los episodios transmitidos el 7 de noviembre de 1997 de cada uno de los programas Boy Meets World, You Wish y Teen Angel propiedad de Disney-ABC y también en Disney's One Saturday Morning on Friday Night con Valarie Rae Miller el 11 de septiembre de 1998.

### Sabrina: The Animated Series (DIC)
Salem fue un personaje recurrente en Sabrina: The Animated Series y su serie continuación Sabrina: Friends Forever y Sabrina's Secret Life. Él aquí conserva su historia de trasfondo de la comedia de televisión, incluido su apellido como "Saberhagen", su pelaje color negro, y haber sido un antiguo brujo convertido en un gato como castigo por el Consejo de Brujas. A diferencia de la comedia de imagen real, pero similar a la anterior serie de Filmation, posee una gama limitada de poderes mágicos.
Nick Bakay repitió su papel interpretando a Salem para esta serie animada. Louis Chirillo proporcionó la voz de Salem en Sabrina: Friends Forever, mientras que Maurice LaMarche se hizo cargo de la voz del personaje en Sabrina's Secret Life.

### Sabrina: Secrets of a Teenage Witch
Salem apareció en esta serie animada de 2013. Ian James Corlett interpreta su voz en esta ocasión. Su tono de voz en la serie de 2013 fue una imitación del actor Paul Lynde. A diferencia de las encarnaciones anteriores, es un espía para Enchantra, la Bruja Líder, y la familia Spellman no es consciente de que realmente es un brujo.

### Chilling Adventures of Sabrina
Actualmente, Salem aparece presente en esta serie de televisión de Netflix, que es una adaptación de los cómics Chilling Adventures of Sabrina. En lugar de ser un humano originalmente como en las iteraciones anteriores del personaje, Salem es un espíritu familiar, que son goblins que han tomado la forma de animales para servir mejor a sus amos brujos. Esta versión del personaje tampoco habla, aunque se insinuó que podría llegar a hacerlo en el futuro por el creador de la serie Roberto Aguirre-Sacasa. Sin embargo, actualmente solo se comunica a través de la telepatía, representada en forma de un maullido.
- Datos: Q7404172